# لودویک ژنست
لودویک ژنست (انگلیسی: Ludovic Genest؛ زادهٔ ۱۸ سپتامبر ۱۹۸۷) بازیکن فوتبال اهل فرانسه است.
از باشگاه‌هایی که در آن بازی کرده‌است می‌توان به باشگاه فوتبال اوسر، باشگاه فوتبال باستیا، و باشگاه فوتبال کلرمون فوت اشاره کرد.